# Marino Faliero
Marino Faliero, född 1285, död 17 april 1355, var en venetiansk doge.

## Biografi
Marino Faliero deltog med utmärkelse i sjökrigen mellan Venedig och Genua och erövrade 1346 Zadar i Dalmatien efter att ha besegrat Ludvig I av Ungern. Han valdes 1354 till doge, och försökte krossa den venetianska aristokratins makt och öka sin egen, men hans planer röjdes och han själv blev avrättad.
Falieros öde har med romantiska utsmyckningar behandlats av bland andra Byron och i en opera av Gaetano Donizetti.